# Kotwica czterołapowa

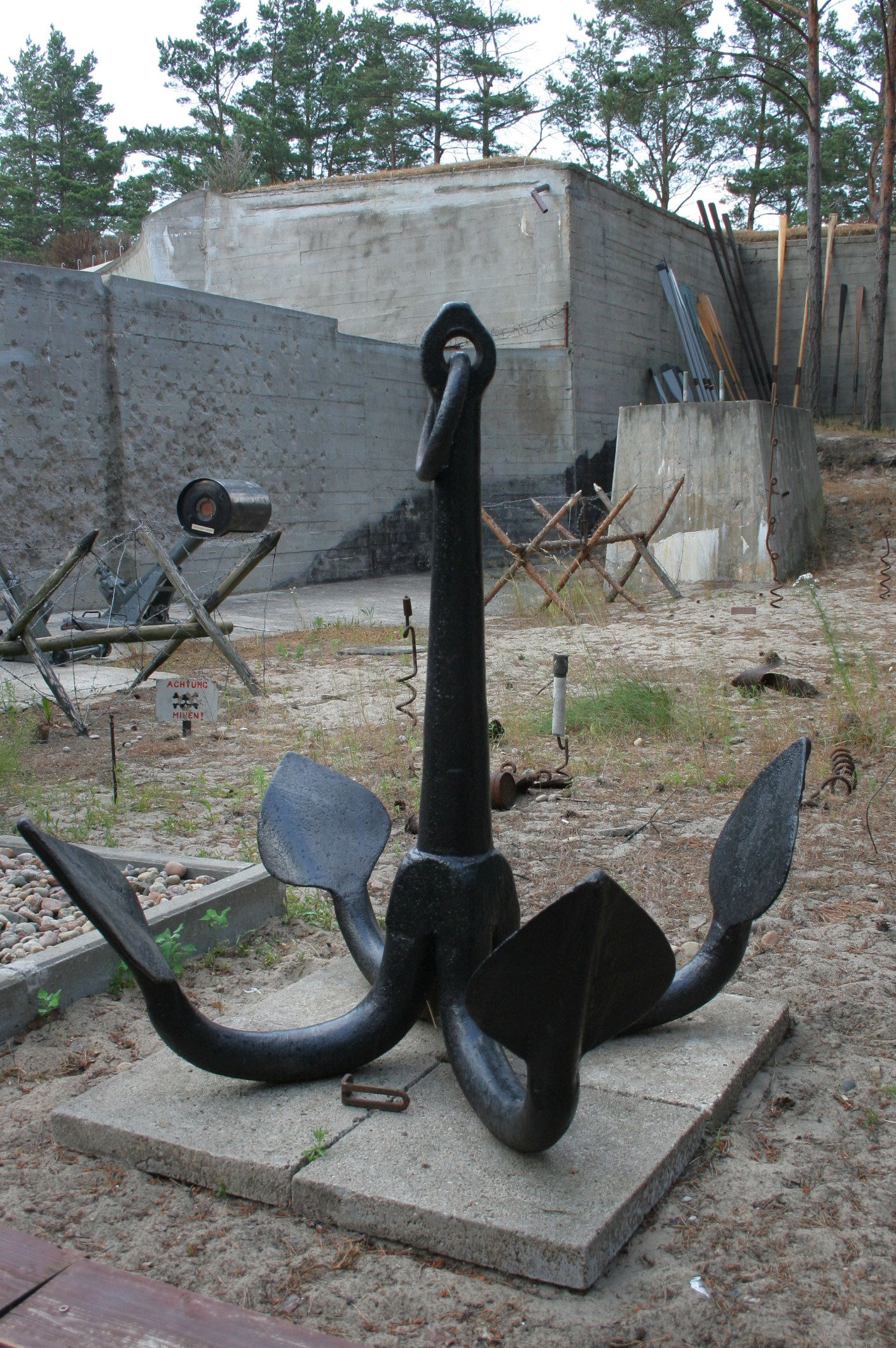
Kotwica czterołapowa w Muzeum Obrony Wybrzeża w Helu

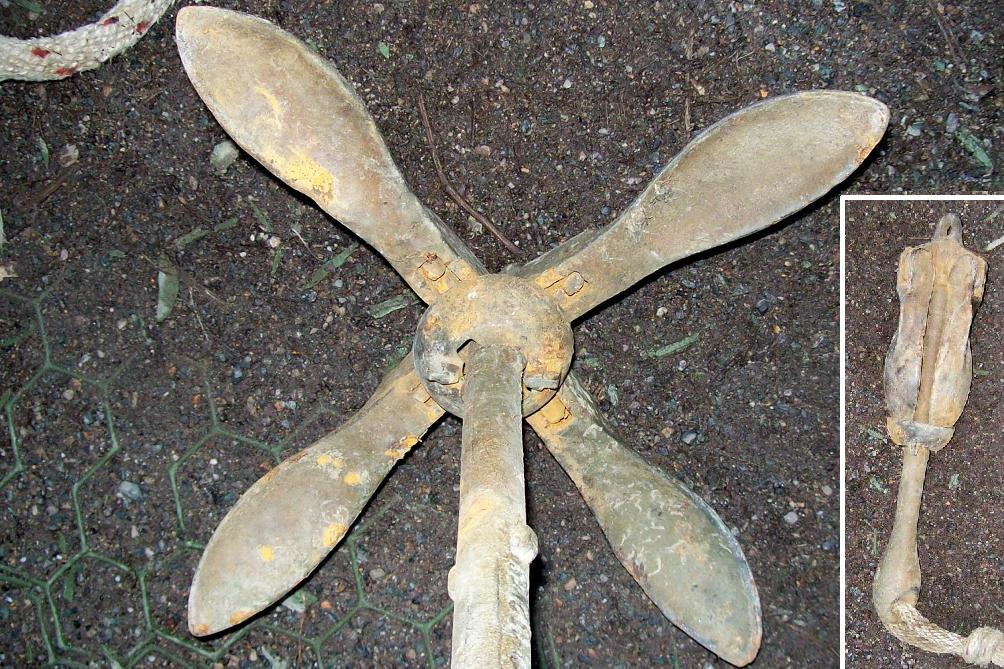
Składana kotwica czterołapowa

Kotwica czterołapowa, rybacka (potocznie drapacz, kot) – typ konstrukcji kotwicy bezpoprzeczkowej składający się z trzonu i czterech łap zakończonych pazurami.
Kotwice czterołapowe stosowane są głównie na małych, rybackich łodziach żaglowo-wiosłowych bądź szalupach. Charakteryzują się dużą skutecznością kotwiczenia, jednak ze względu na duże rozmiary oraz małą wygodę użytkowania są rzadko stosowane. Niekiedy występują jako kotwice pomocnicze i służą na przykład do podnoszenia z dna zatopionych lin czy łańcuchów. Występuje składana odmiana kotwicy czterołapowej, w której każda z łap może być złożona wzdłuż trzonu. Innym rozwiązaniem jest wersja wykonana z dwóch ruchomych elementów z osią obrotu wzdłuż trzonu, tak że łapy składane są na siebie.